# 西澤直子
西澤直子（にしざわ なおこ、1945年〈昭和20年〉8月11日 - ）は、日本の農芸化学者。旧姓は岸（きし）。研究テーマは、石灰質土壌耐性作物の作出・ミネラル栄養価の高いイネの作出など。東京大学名誉教授、石川県立大学学長、石川県公立大学法人副理事長、日本学士院会員。

## 来歴
愛知県一宮市生まれ。永田町小学校（現・千代田区立麹町小学校）、千代田区立麹町中学校、東京都立日比谷高等学校を経て、東京大学農学部農芸化学科卒業。同助手、米国ロックフェラー大学研究員などを経て東京大学大学院農学生命科学研究科教授就任。2019年4月より石川県立大学学長。
- 1968年（昭和43年）
  - 3月 - 東京大学農学部農芸化学科卒業
- 1973年（昭和48年）
  - 3月 - 東京大学大学院農学系研究科博士課程修了、農学博士
- 1982年（昭和57年）
  - 9月 - 東京大学農学部農芸化学科助手
- 1995年（平成7年）
  - 2月 - ロックフェラー大学植物分子生物学研究室研究員
- 1996年（平成8年）
  - 6月 - 東京大学大学院農学生命科学研究科講師
- 1997年（平成9年）
  - 4月 - 東京大学大学院農学生命科学研究科教授
- 2008年（平成20年）
  - 10月 - 日本学術会議会員
- 2009年（平成21年）
  - 4月 - 石川県立大学生物資源工学研究所教授
  - 6月 - 東京大学名誉教授
- 2011年（平成23年）
  - 6月 - 石川県立大学生物資源工学研究所所長
- 2014年（平成26年）
  - 10月 - 日本学術会議連携会員
- 2016年（平成28年）
  - 4月 - 石川県立大学名誉教授
- 2018年（平成30年）
  - 2月 - 日本農学会会長
- 2019年（平成31年）
  - 4月 - 石川県立大学学長
- 2020年（令和2年）
  - 12月 - 日本学士院会員

## 受賞・栄典
- 1992年（平成4年） 日本土壌肥料学会賞
- 2010年（平成22年） 日本農学賞・読売農学賞
- 2011年（平成23年） 
  - アメリカ科学振興協会（AAAS:American Association for the Advancement of Science)フェロー
  - 紫綬褒章[3]
- 2014年（平成26年） 日本学士院賞
- 2018年（平成30年） 瑞宝中綬章[4]

## 家族
父親は日本陸軍少佐を務めた岸秋正、母親は料理記者の岸朝子。